# Gaetano Troina

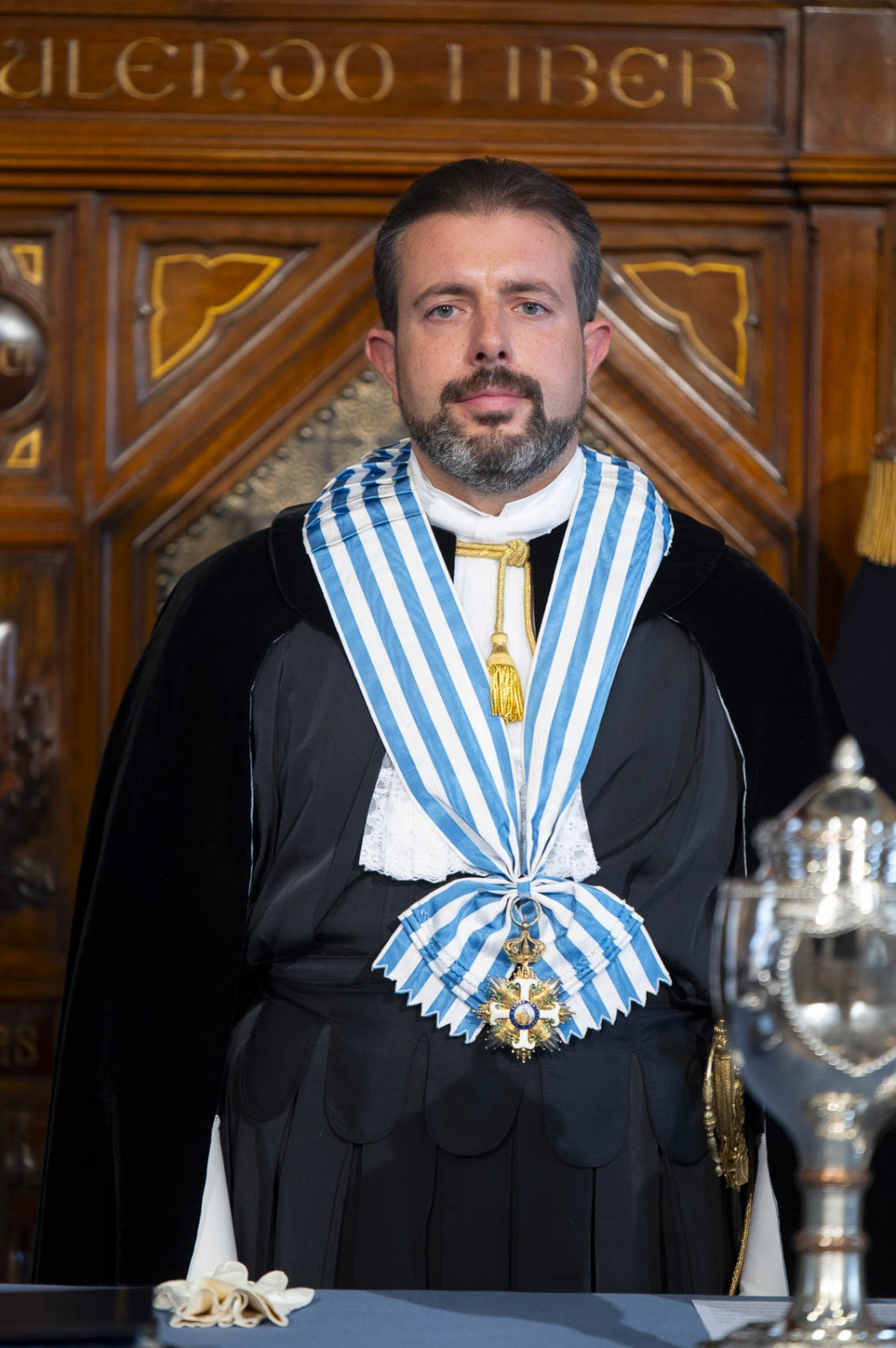
Gaetano Troina (2023)

Gaetano Troina (* 14. Februar 1987 in Borgo Maggiore) ist ein san-marinesischer Politiker, Rechtsanwalt und Notar, Leiter des Pressebüros der Partei Domani Motus Liberi, Mitglied des Consiglio Grande e Generale und vom 1. Oktober 2023 bis zum 1. April 2024 neben Filippo Tamagnini Capitano Reggente von San Marino.

## Leben
Troina ist Rechtsanwalt und Notar und studierte Rechtswissenschaften an der Universität Bologna. Troina wurde am 28. April 2018 eines der Gründungsmitglieder der Partei Domani Motus Liberi. Die neu gegründete Partei stellte sich am 26. Juni 2018 der Presse vor. Er nahm an den Parlamentswahlen 2019 in San Marino teil und wurde als Mitglied des Consiglio Grande e Generale gewählt. Im September 2023 wurde er von seiner Partei zu einem der beiden Capitani Reggenti (Regierungschef von San Marino) ernannt.